# 요십 시미치
요십 시미치(크로아티아어: Josip Šimić, 1977년 9월 16일 ~ )는 크로아티아 출신의 전 축구 선수이다.

## 클럽 경력
2004 시즌에 울산 현대에 입단하여 한 시즌 동안 활약하였다. K리그에서 등록명은 시미치를 사용하였다

## 국가대표팀 경력
크로아티아 축구 국가대표팀 일원으로 1999년 코리아컵 국제축구대회에 참가하였고 대회 MVP로 선정되었다.

## 기타
다리오 시미치의 친동생이다.